# Esab
ESAB Aktiebolag (urspr. Elektriska svetsningsaktiebolaget.), ett svenskt industriföretag grundat av den belagda svetselektrodens uppfinnare, Oscar Kjellberg i Göteborg 1904.

## Uppfinningen

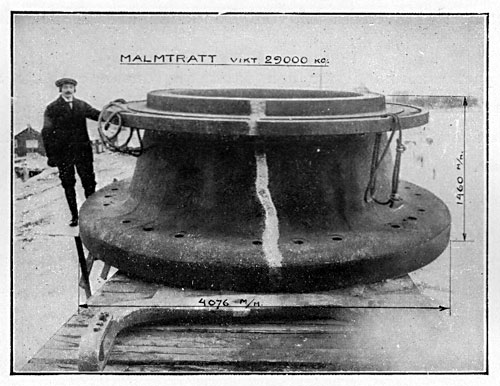
Malmtratt, vikt 29 ton och 1,5 m hög som erhållit en spricka i godset, reparerades med elektrisk svetsning och behövde inte kasseras.

Kjellberg uppfann en metod att på elektrisk väg framställa svetsar med hållfasthetsegenskaper som var överlägsna tidigare använda metoder. OK-elektroderna var materialbesparande och gav starka svetsfogar till låg kostnad. Kjellberg hade finansiellt stöd av sin tidigare arbetsgivare Lindholmens verkstad då han utvecklade sin uppfinning.

## Tillverkningsindustrin
Oscar Kjellberg startade en experimentverkstad i liten skala i en lokal på Masthuggskajen 1903. Året därpå grundades Elektriska Svetsnings-Aktiebolaget och verkstaden inrymdes i olika lokaler på Hisingen. Dessutom använde man verkstadsfartyg ESAB I till IV.. 1915 flyttade bolaget till mer permanenta lokaler på Marieholm, vid Säveåns mynning i Göta älv. Den verkstaden utvecklades till ett eget betydande företag som blev dotterbolaget AB Elektrosvets. ESAB avvecklade sina intressen i företaget 1944. Det bytte senare namn, först till AB Svetsmekano och senare till AB Pullmax.
Tillverkningen av svetsmaterial flyttade i slutet av 1930-talet till en fastighet på Herkulesgatan på Hisingen.
1989 flyttades tillverkningen av elektroder på Herkulesgatan till ESAB:s fabrik i Perstorp. Fram till 2007, hade ESAB även tillverkning av flux på Herkulesgatan.

## ESAB-koncernen
Den Kjellbergska svetsningsmetoden gjorde snabbt sitt segertåg över världen. Det började med försäljning av licensrättigheter i Sverige 1906-07. Men redan 1905 började metoden att tränga utanför landets gränser då patenträttigheterna överläts för hela Norge till en firma i Oslo. 1906 följde Finland, 1907 Danmark, 1909 Ryssland, 1910 Storbritannien med kolonier, 1913 Frankrike med kolonier, 1914 Belgien med kolonier, 1914 Japan, 1921 Tyskland. Därefter fortsatte man med att upprätta generalagenturer i olika länder som Nederländerna, Polen och Brasilien. År 1929 täckte bolagets representation i stort sett alla jordens länder utom Ryssland.. 
Företaget kontrollerades länge i huvudsak via Asea av familjen Wallenberg. Det var i september 1965, under vad som internt kallades för "septemberrevolutionen", som Wallenbergarna blev majoritetsägare i ESAB, varpå en nöjd Curt Nicolin stolt kunde spatsera in genom ESAB:s portar i Laxå. I och med detta förvärv så dröjde det inte länge förrän Asea stärkte sitt varumärke betydligt genom att överta produktionen av elmotorer/generatorer från ESAB som inte användes till svetsning. Aseas egna motsvarande utrustningar vid denna tid rosade inte marknaden enl. Civ.Ing A.K. fd Asea- sedan ESAB-anställd.
Efter olje- och varvskris på 1970-talet drabbades bolaget likt konkurrenterna av bristande lönsamhet. Med Bengt Eskilson som ny vd 1980 inleddes en period där 16 bolag förvärvades under de första fem åren. ESABs omsättning ökade 300 procent och lönsamheten ökade genom rationalisering och samordning av företagen, som bibehöll sina varumärken.
1994 köptes ESAB upp av engelska Charter plc. I januari 2012 sålde Charter verksamheten till amerikanska Colfax Corporation. 
Hösten 2009 beslutades att nästan all utveckling av svetsmaskiner skulle flyttas från Laxå till Göteborg.
ESAB är en mycket stor tillverkare av elektroder och svetsutrustning. Elektroderna benämns fortfarande OK efter företagets grundare.

## Kritik
I januari 2024 lades ESAB till Ukrainas lista över internationella krigsfinansiärer för att företaget fortsatte att driva och expandera sin verksamhet i Ryssland.

## Verkställande direktörer
- Oscar Kjellberg, 1904-1931
- Walter Edström, 1931-1956
- Göran Edström, 1956-1970
- Åke Ahlström, 1970-1980
- Bengt Eskilson, 1980-1991
- Lars Westerberg, 1991-1994
- Lars-Erik Andersson, 1994-1995
- Per Svantesson, 1995-1999
- Ray Hoglund, 1999-2000
- Howard van Schoyck, 2000-2003
- Jon Templeman, 2003-2009
- Michael Foster, 2009-2011
- Brendan Colgan, 2011-2012
- Clay Kiefaber, 2012- 2016
- Shyam Kambeyanda, 2016 -